# POM121
POM121‏ (POM121 transmembrane nucleoporin) هوَ بروتين يُشَفر بواسطة جين POM121 في الإنسان.